# くろしお丸
くろしお丸（くろしおまる）は、伊豆諸島開発が八丈島 - 青ヶ島航路の定期船として運行している貨客船である。

## 航路
- 八丈島 - 青ヶ島航路
  - 八丈島 - 青ヶ島
    - 航路延長81km、所要時間約3時間。基本的には橘丸の八丈島入港に準じたダイヤで定期航路として運行される。
    - 運休日は毎週日曜日。その他毎週木曜日には芝浦揚積作業実施のため東京港に帰還する。また月に2 - 3度、辰巳での貨物作業を水曜日に実施する。
    - ドック期間中、および下記航路への代船運行中は「あおがしま丸」が本航路を運航する。
- 父島 - 母島航路
  - 二見港（父島） - 沖港（母島）
    - 航路延長59km、所要時間約2時間。おがさわら丸の父島入出港日は接続するダイヤで運航される。運休日はおがさわら丸の運航に準じて設定される。
    - 「ははじま丸」ドック期間中に代船として運航。
- 下田発着航路（神新汽船）
  - 下田港 - 利島 - 新島 - 式根島 - 神津島 - 下田港
    - 火・金・日は利島から順に、月・木・土は神津島から逆順で寄港する。水曜日は運休となる。また、気象条件により、抜港もしくは運休となる場合がある。
    - 神新汽船「フェリーあぜりあ」ドック期間中に代船として運航。

## 船内
デッキに椅子席があり、船内には椅子席がある。また、エレベーターもある。
売店はなく、自動販売機のみ。平常時の母島航路、ははじま丸も同様。
また、青ヶ島をイメージした絵が描かれている。プロペラもついている。